# Lámpara PH

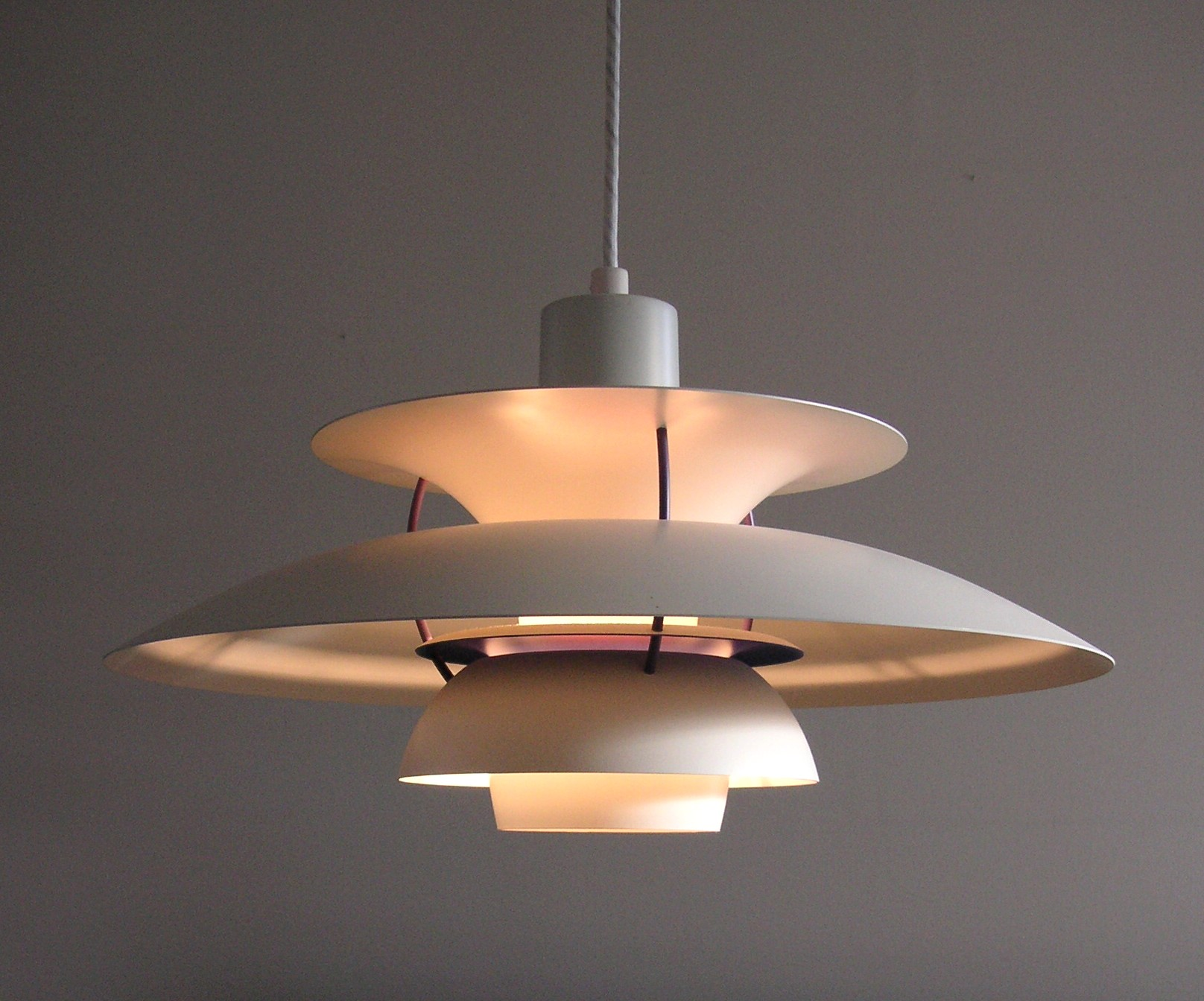
La lámpara PH5 (diseñada en 1958)

Las lámparas PH son una serie  de dispositivos de iluminación diseñados por el escritor y diseñador danés Poul Henningsen (1894–1967) a partir de 1924. Una de las propiedades principales de su diseño es su sistema de pantallas que difunden la luz evitando el deslumbramiento, ya que sólo emiten luz reflejada, ocultando la fuente de la luz.

## Historia
El prototipo de la primera lámpara PH fue fabricado por Poul Henningsen en 1924 después de casi diez años de experimentación. Como Henningsen había crecido en una ciudad danesa sin electricidad a principios del siglo XX, su objetivo era el de imitar la luz cálida y difusa de las lámparas de queroseno con una lámpara eléctrica. Según sus propias palabras:

La idea siempre ha sido que la lámpara PH fuera una lámpara para el hogar. Gracias a sus cualidades y a su aspecto moderno primero tuvo que ser aceptada en las oficinas y edificios públicos, pero ha sido construida con la tarea más difícil y noble en mente: iluminar el hogar. Su objetivo es embellecer el hogar y aquellos que viven en él, hacer las tardes reposadas y relajantes.

La lámpara fue presentada en la exposición de Artes Decorativas de París en 1924 y empezó a ser vendida en 1926. A partir de entonces, el fabricante Louis Poulsen lanzó un gran número de modelos de lámparas PH: lámparas de mesa, lámparas para mesilla de noche, lámparas de pie, lámparas murales, arañas, lámparas de lectura, lámparas para dentistas y cirujanos, etc, en diferentes combinaciones de colores y materiales. Varios de estos modelos todavía se siguen produciendo.
El modelo más popular es la lámpara colgante PH-5 de 1958 con cuatro pantallas externas, de las cuales la superior refleja la luz hacia arriba, y las demás la reflejan hacia abajo, con dos pantallas coloreadas en el interior. La proporción entre el diámetro de sus pantallas es de 4: 2: 1. La lámpara PH-5 fue concebida para colgar a poca distancia de una mesa, reflejando luz cálida gracias a su pantalla roja. Los modelos de PH-5 con pantallas interiores azules permiten iluminar los colores de manera más fidedigna.
Las lámparas de Poul Henningsen suelen tener una combinación de números que indican el tamaño de sus pantallas. Los modelos de lámpara con números dobles, como PH 4/4, fueron concebidos para colgar a gran altura. Las lámparas colgantes tienen diámetros de entre 16 y 60 centímetros de diámetro. 
Se trata de uno de los 12 ejemplos de diseño recogidos en el Canon Cultural Danés.

## En la cultura
La lámpara PH aparece de manera prominente en el cortometraje de 1964 PH lys (en danés, Luz PH), dirigido por Ole Roos.

## Galería fotográfica

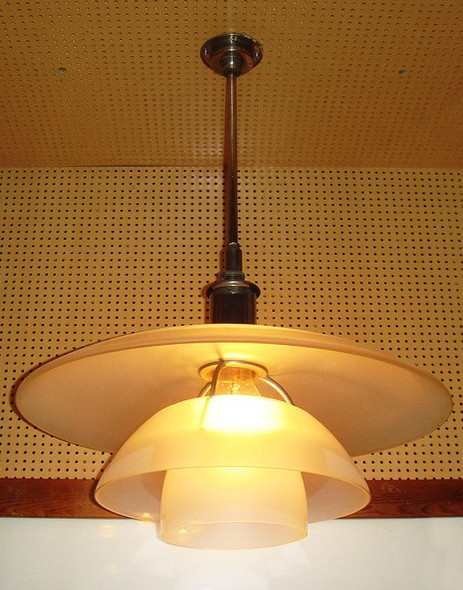
Lámpara PH de cristal
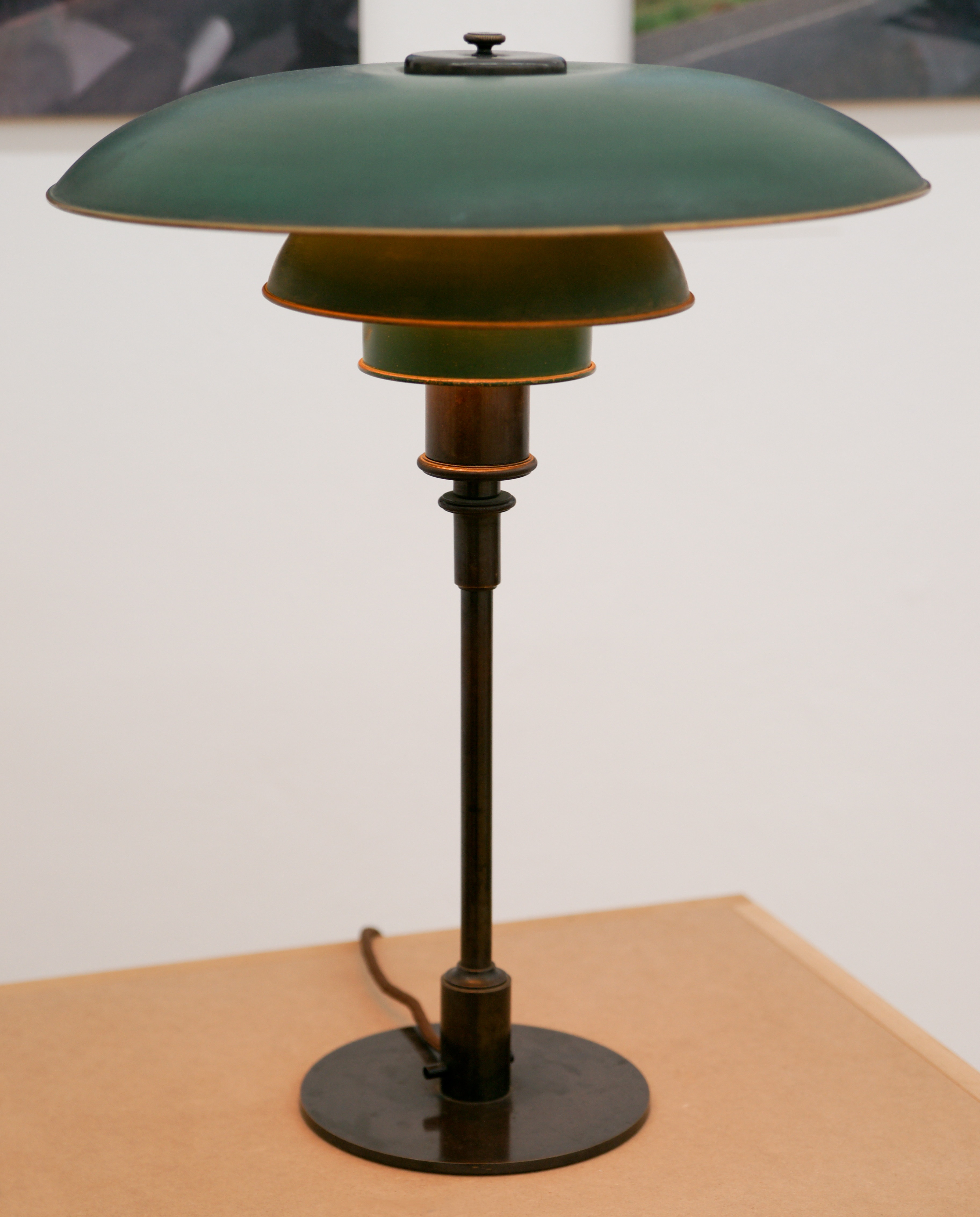
Lámpara de mesa de 1941
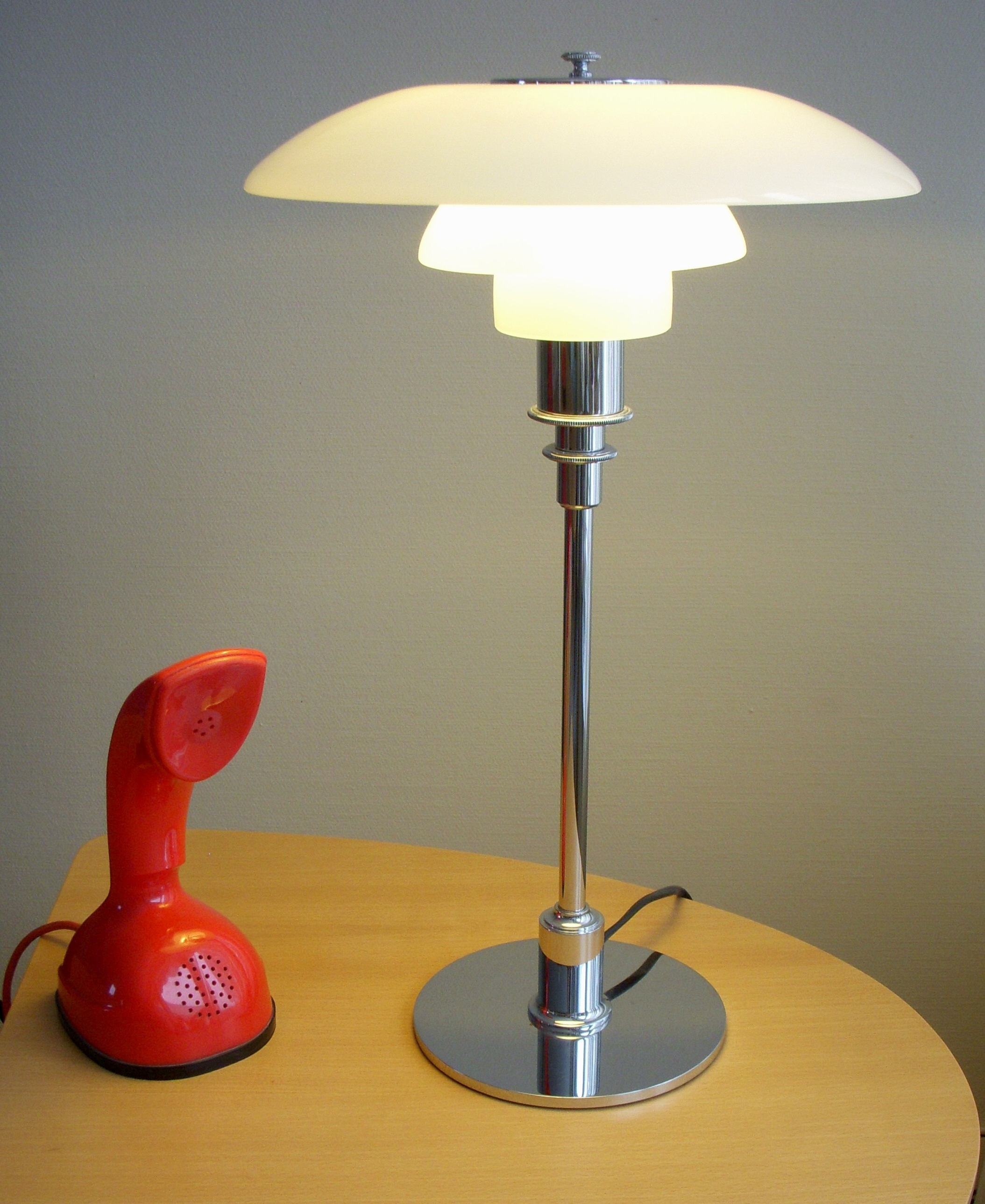
Lámpara de mesa con pantalla de cristal y el teléfono rojo Ericofon de Ericsson
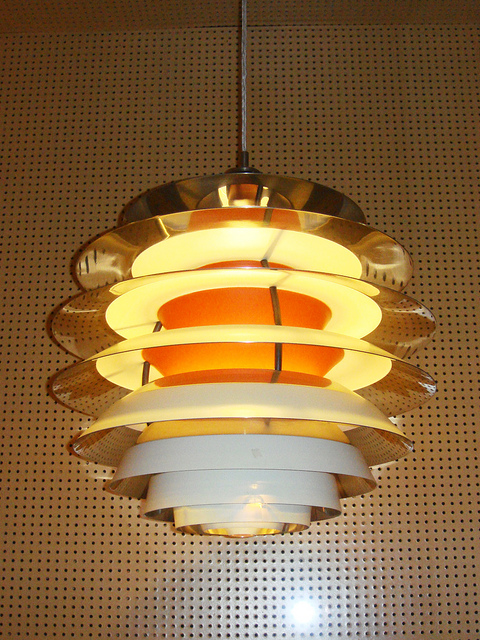
Lámpara colgante PH